# Cimetière Saint-Acheul
Le cimetière Saint–Acheul est situé au sud-est de la ville d’Amiens dans le quartier de Saint-Acheul, l'antique plaine Abladène où, selon la tradition, saint Firmin et saint Acheul subirent le martyre. Il est composé de trois entités.

## Le cimetière Saint-Acheul ancien

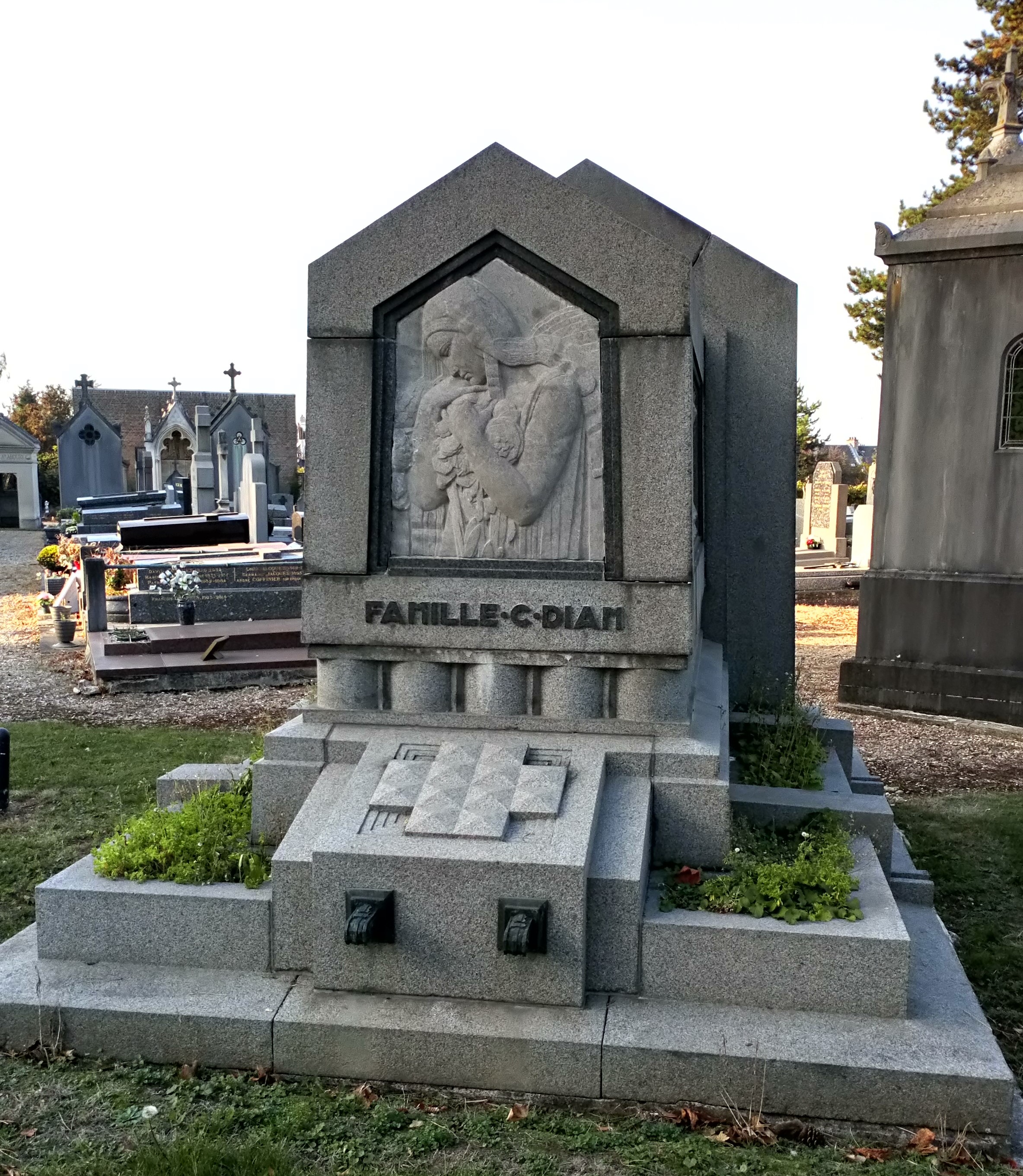
Sépulture de la famille Dian.

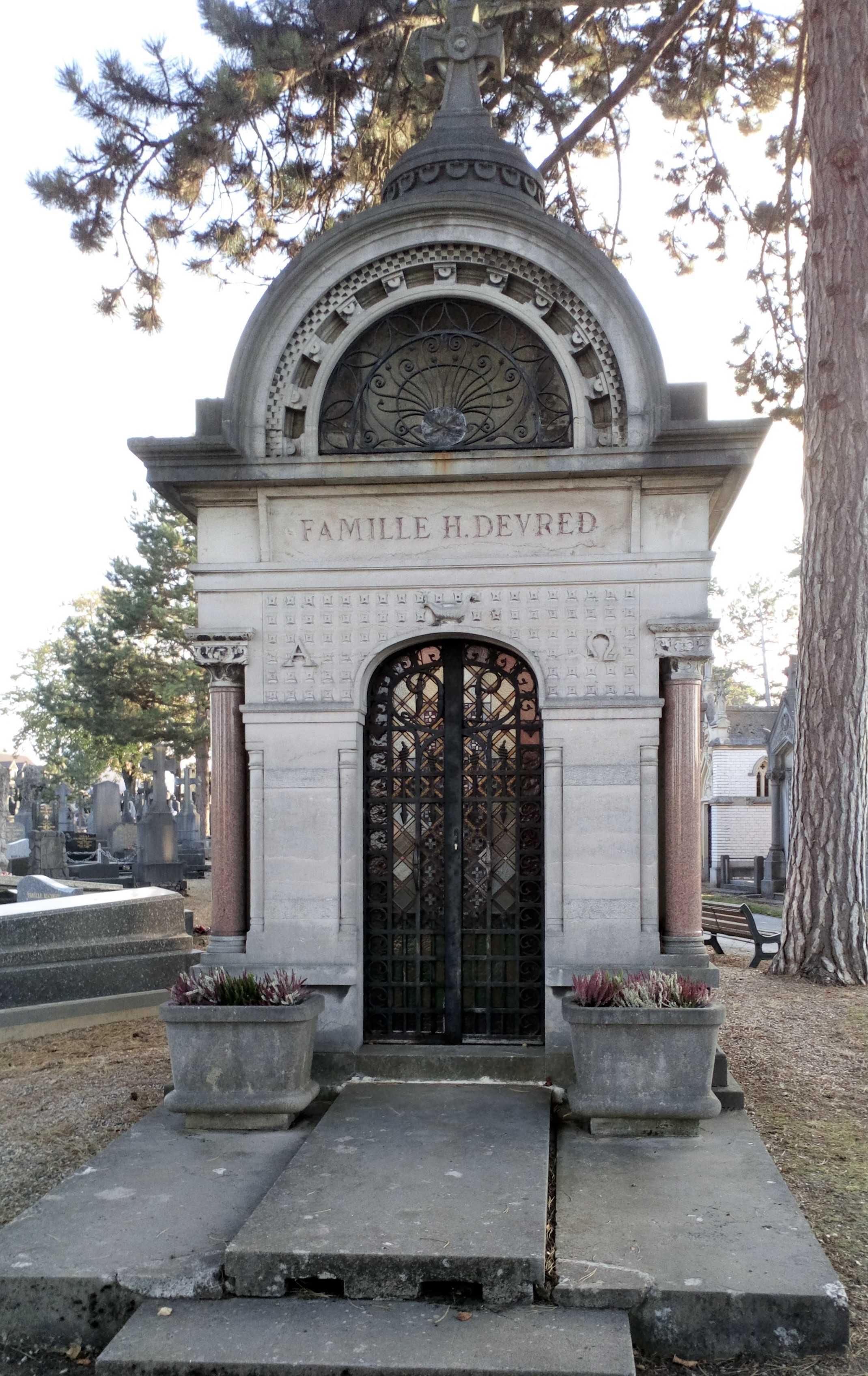
Chapelle de la famille Devred.

D’une superficie de 6,8 ha, il a été créé en 1863, rassemble environ 10 000 concessions et un columbarium dans un espace arboré.
C’est un cimetière paysager aux allées arborées souvent courbes, moins prestigieux que le cimetière de La Madeleine, il abrite néanmoins un certain nombre de sépultures de notables amiénois et de tombes remarquables, parmi lesquelles :
- Anatole Bienaimé (1848-1911), architecte ;
- Jean Catelas (1894-1941), député communiste de la Somme, exécuté, (médaillon) ;
- Victor Commont (1866-1918), géologue et préhistorien ;
- Édouard David (1863-1922), écrivain et poète picard ;
- Henri Devred (1866-1914), fondateur de l'enseigne Devred ;
- Famille Dian ;
- Maurice Domon (1903-1983), marionnettiste ;
- Edgar Droyerre, auteur en français et écrivain picardisant, né à Saint-Ouen (Somme), mort en 1968. Il reste connu pour son recueil de poésies amusantes et parfois grivoises Histoères éd Lafleur, paru en 1952, illustré par Jean Bléhaut. Pas de photo de lui sur sa tombe, mais celle de ses trois caniches, en photographies émaillées ;
- Joseph Duvauchel ;
- Augustin Dujardin (1896-1980), sénateur de la Sommé ;
- Adrien Fauga, sépulture ornée d’un buste sculpté par Louis Leclabart ;
- Alphonse Fiquet (1841-1916), industriel, maire d'Amiens, député et sénateur de la Somme ;
- Pierre Garet (1905-1972), député et ministre ;
- Gustave Gueudet (1880-1970) et son fils Robert (1910-1966), entrepreneurs ;
- Famille Leclabart, buste en pierre d'une Pleureuse par Louis Leclabart ;
- Jean Mahiu, bâtonnier, défenseur de résistants ;
- Victor Pauchet (1869-1936), monument de Buttler d’Ormont avec une statue en réduction de la Vierge dorée de la basilique Notre-Dame de Brebières, chirurgien ;
- Joseph Porphyre Pinchon (1871-1953), illustrateur ;
- Albert Roze (1861-1952), sculpteur ;
- Marius Souriceau, ornée d’une sculpture d’Auguste Rodin, Le Lys brisé (1911), sur le côté est gravé un vers d'Alfred de Musset : « Dieu passe, il m'appelle » ;
- Paul Tellier (1854-1904), maire d'Amiens et sénateur ;
- Théodule Tellier (1856-1922), imprimeur et associé de Louis Yvert ;
- Maurice Vast (1898-1979), résistant et maire d'Amiens.

## La nécropole nationale de Saint-Acheul
Créée après la Première Guerre mondiale dans le prolongement du cimetière Saint-Acheul ancien, entre  1921 et 1935.

### Cimetière militaire
Ce cimetière militaire français d'1,5 ha rassemble :
- 2 739 tombes individuelles de soldats décédés dans les hôpitaux militaires de la ville d'Amiens pendant la Grande Guerre ;
- un carré musulman (220 tombes) ;
- un carré belge (10 tombes) ;
- un carré britannique (12 tombes) ;
- une tombe russe[2].

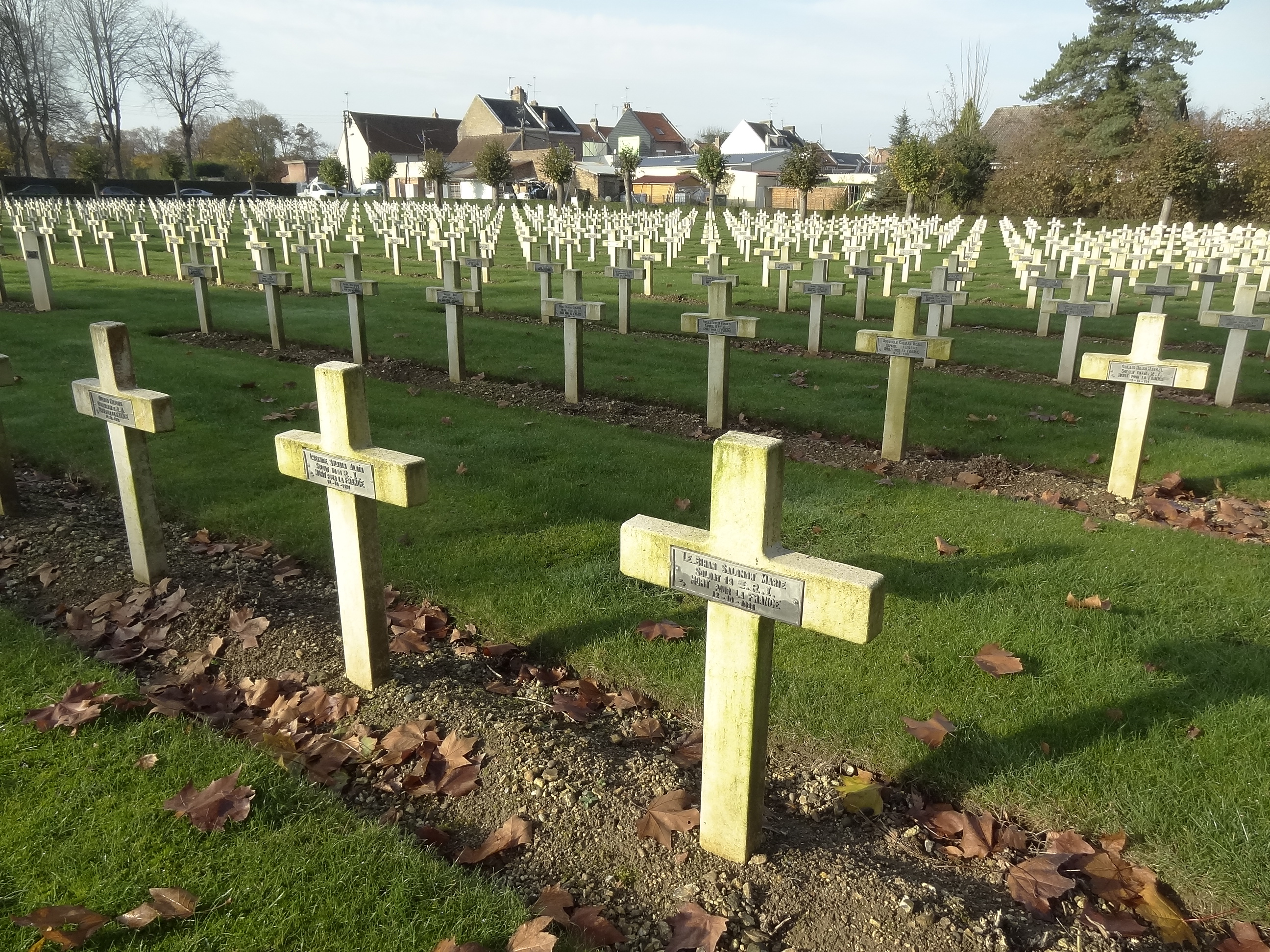
Vue partielle.
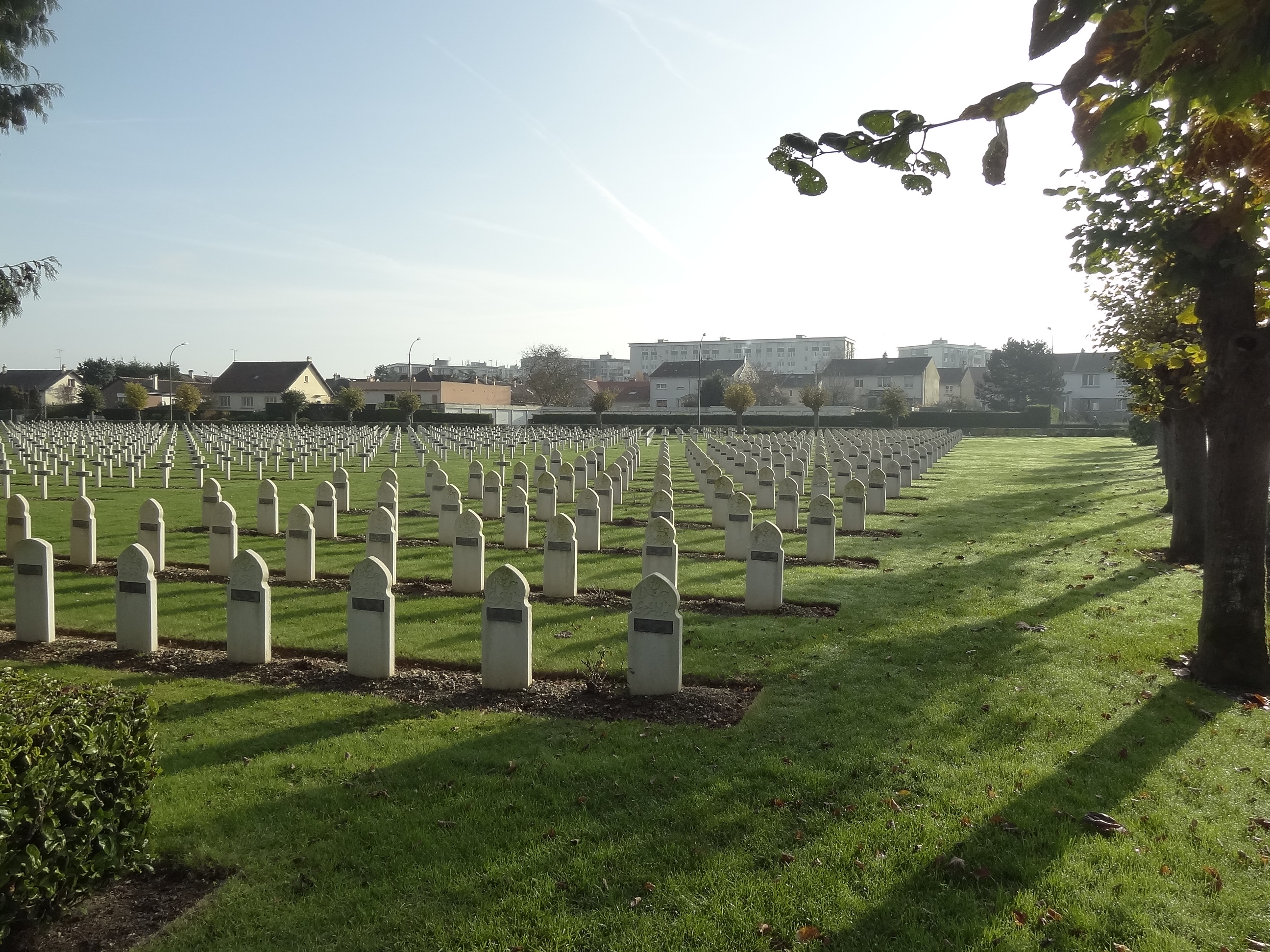
Carré musulman.
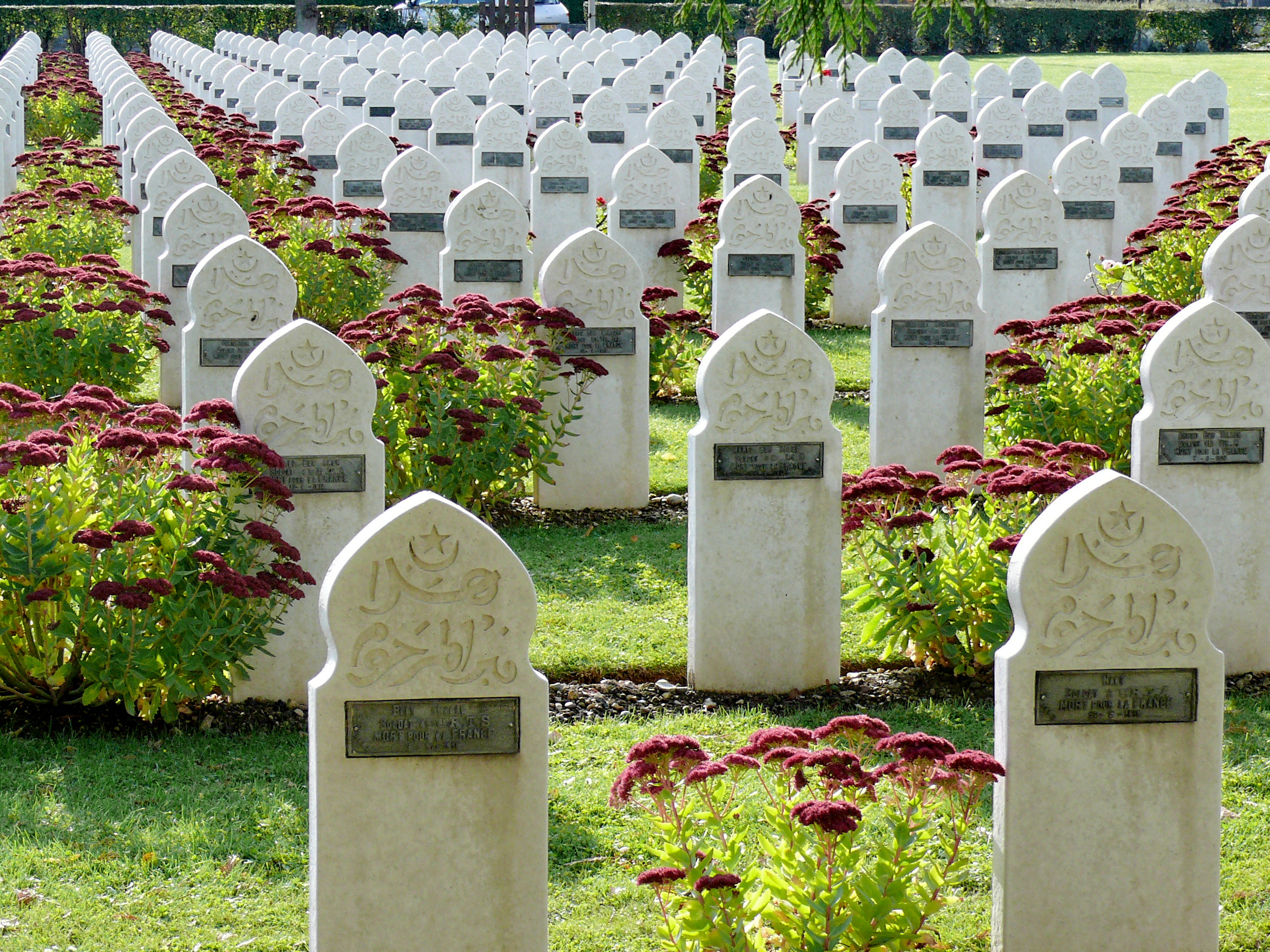
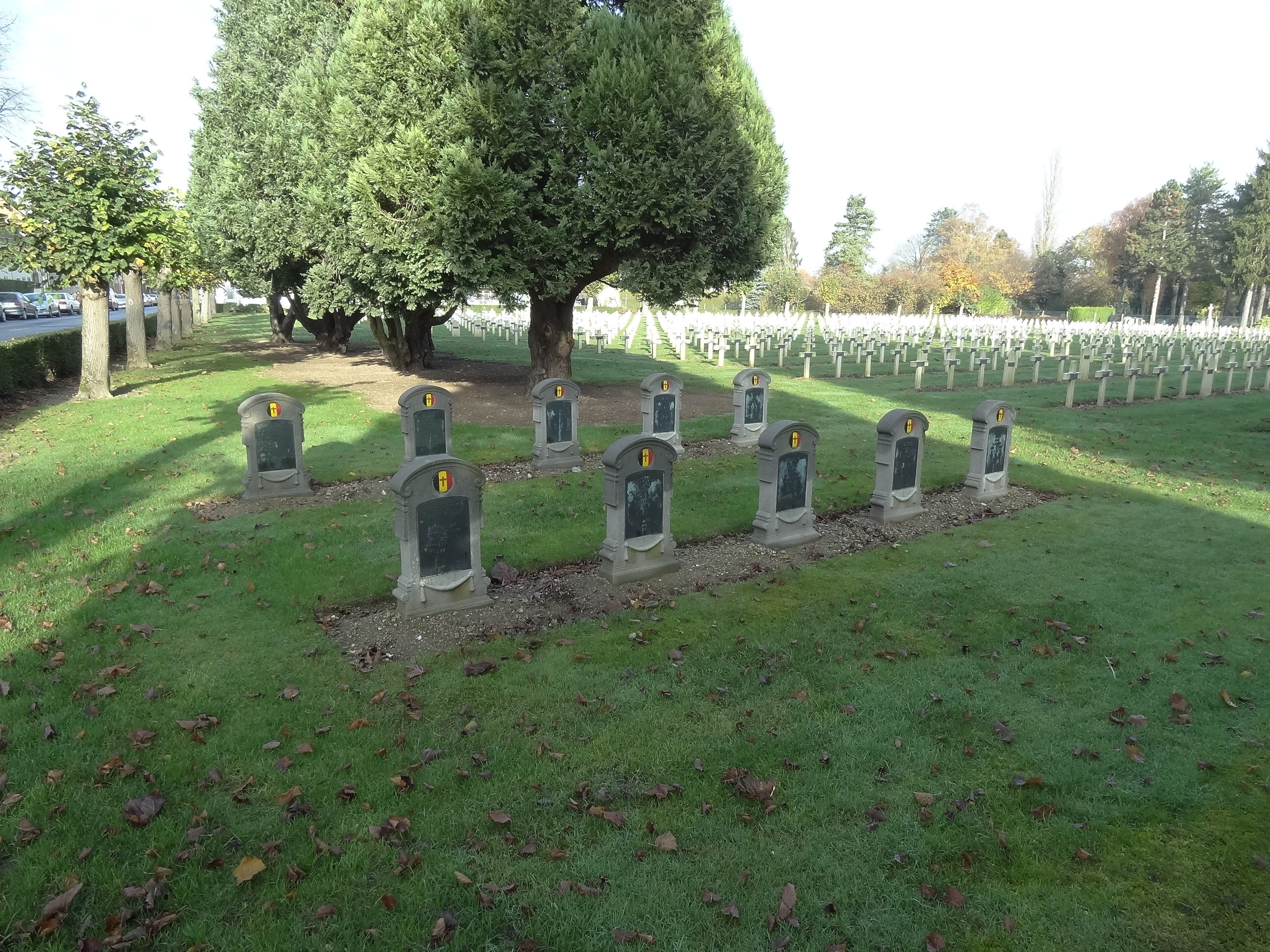
Tombes de soldats belges.

La nécropole nationale de Saint-Acheul possède également un monument aux morts.

### Monument aux morts du cimetière militaire
Le monument aux morts, commande du Souvenir français, est une œuvre du sculpteur Albert Roze. Il a été inauguré  le 27 juillet 1924 par le maréchal Joffre. Ce monument de pierre blanche est composé de deux parties : 
- une haute borne de pierre blanche surmontée d'une grenade enflammée sculptée. En médaillon le visage sculpté d'un poilu casqué. Au-dessous a été gravée cette inscription :

« Aux morts pour la Patrie 1914-1918" - Le Souvenir français. »

- Au pied du monument, la sculpture d'une femme éplorée symbolise la France en deuil.

Une plaque en hommage au sacrifice des FFI morts pour la libération de la ville d'Amiens a été posée devant le monument.

## Le cimetière Saint-Acheul nouveau
Il a été créé en 1920 sur une superficie de 7,2 ha. Il abrite un carré juif.
Personnalités inhumées :
- Jacqueline Lévi-Valensi, née Rosenblum (1932-2004), cofondatrice et présidente de la Société des études camusiennes.

## Pour approfondir